# Pointe du Petit Havre
La pointe du Petit Havre est un cap de Guadeloupe.

## Géographie
Il se situe face à la pointe de la Saline avec laquelle il forme l'anse du Petit Havre.

## Histoire
Elle abrite une ancienne batterie militaire dont il reste un canon et quelques vestiges. 

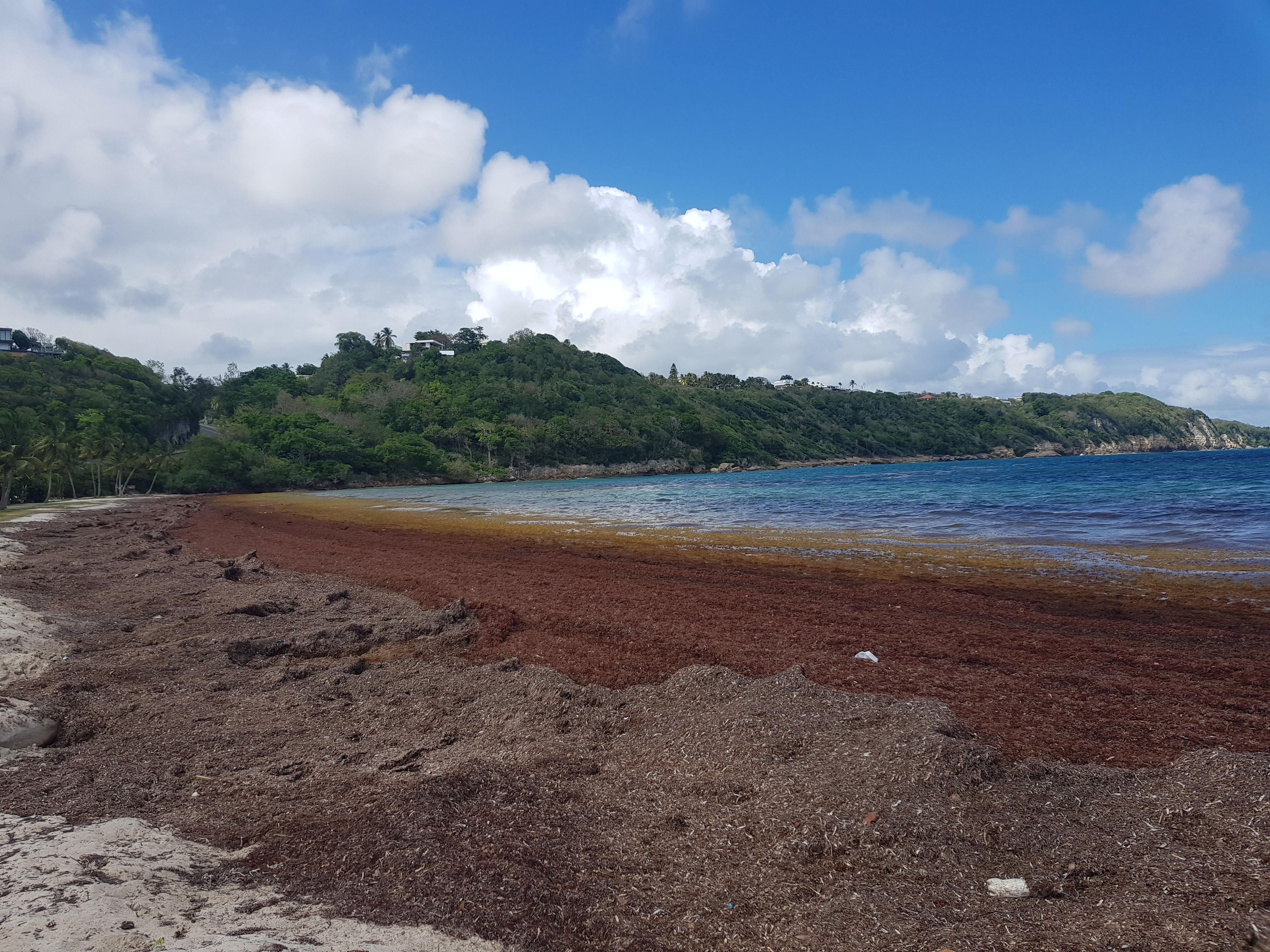
Anse du Petit Havre.
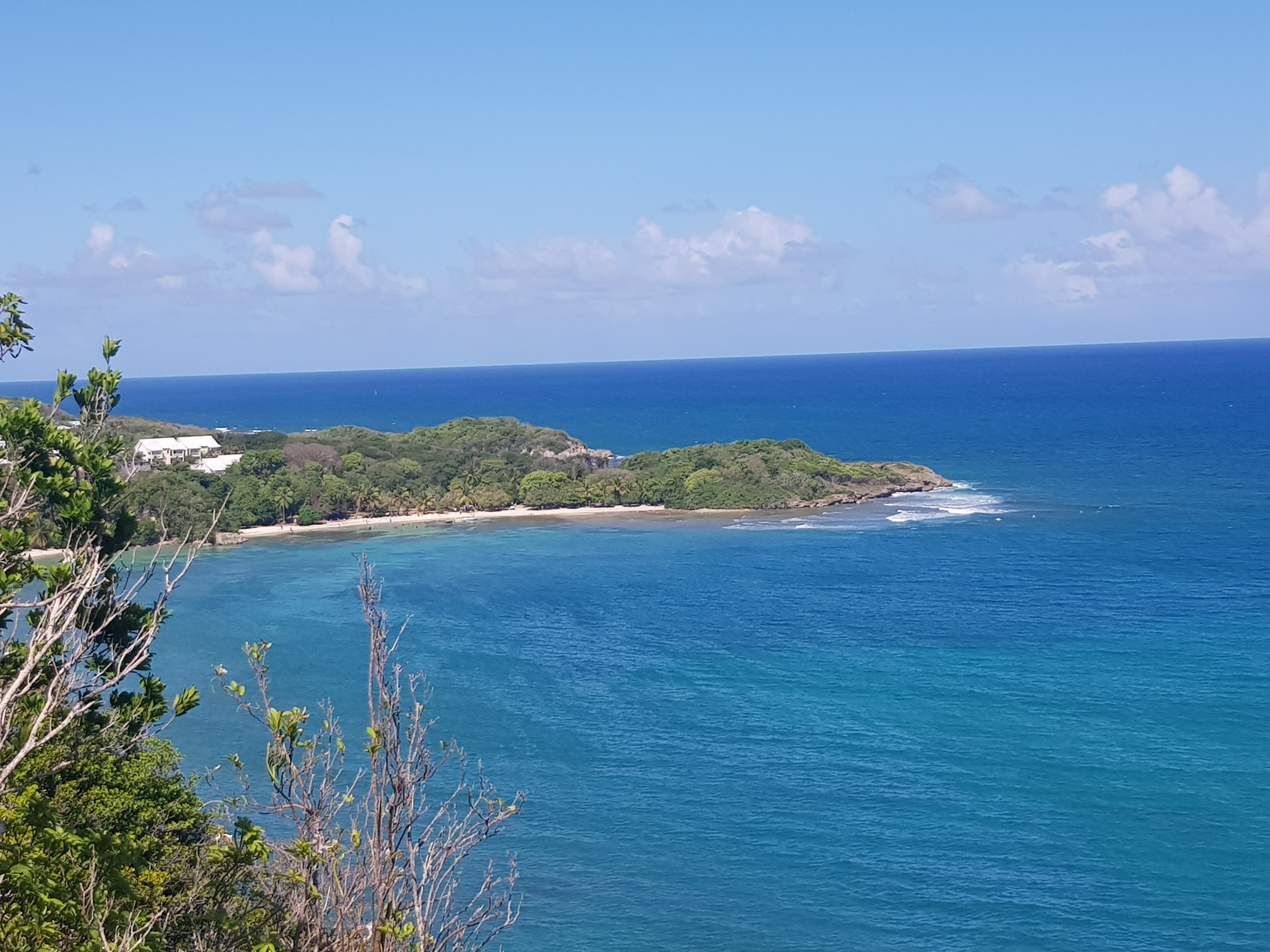
Pointe du Petit Havre et anse du petit Havre.
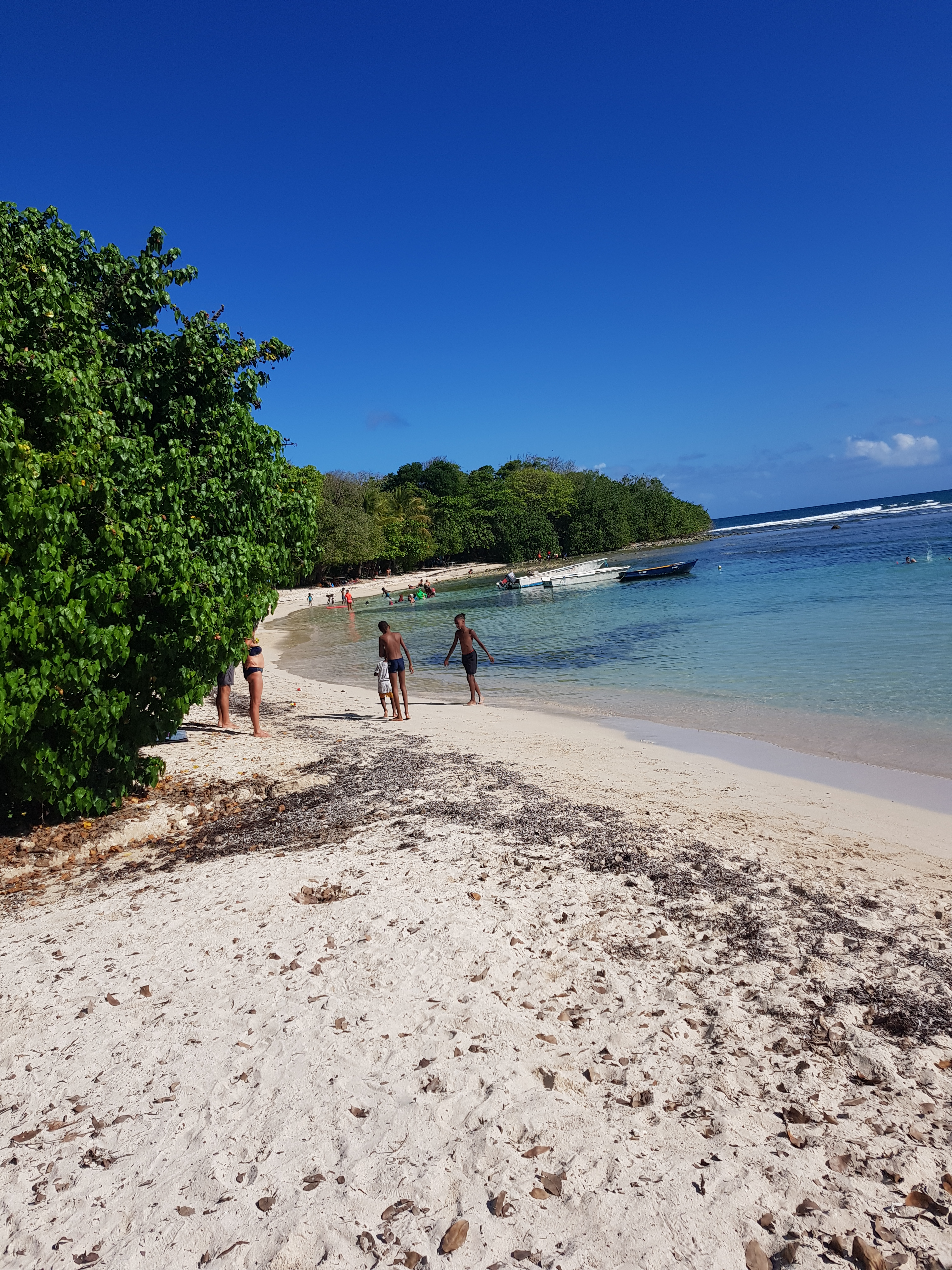
Pointe du Petit-Havre et plage du Petit-Havre.
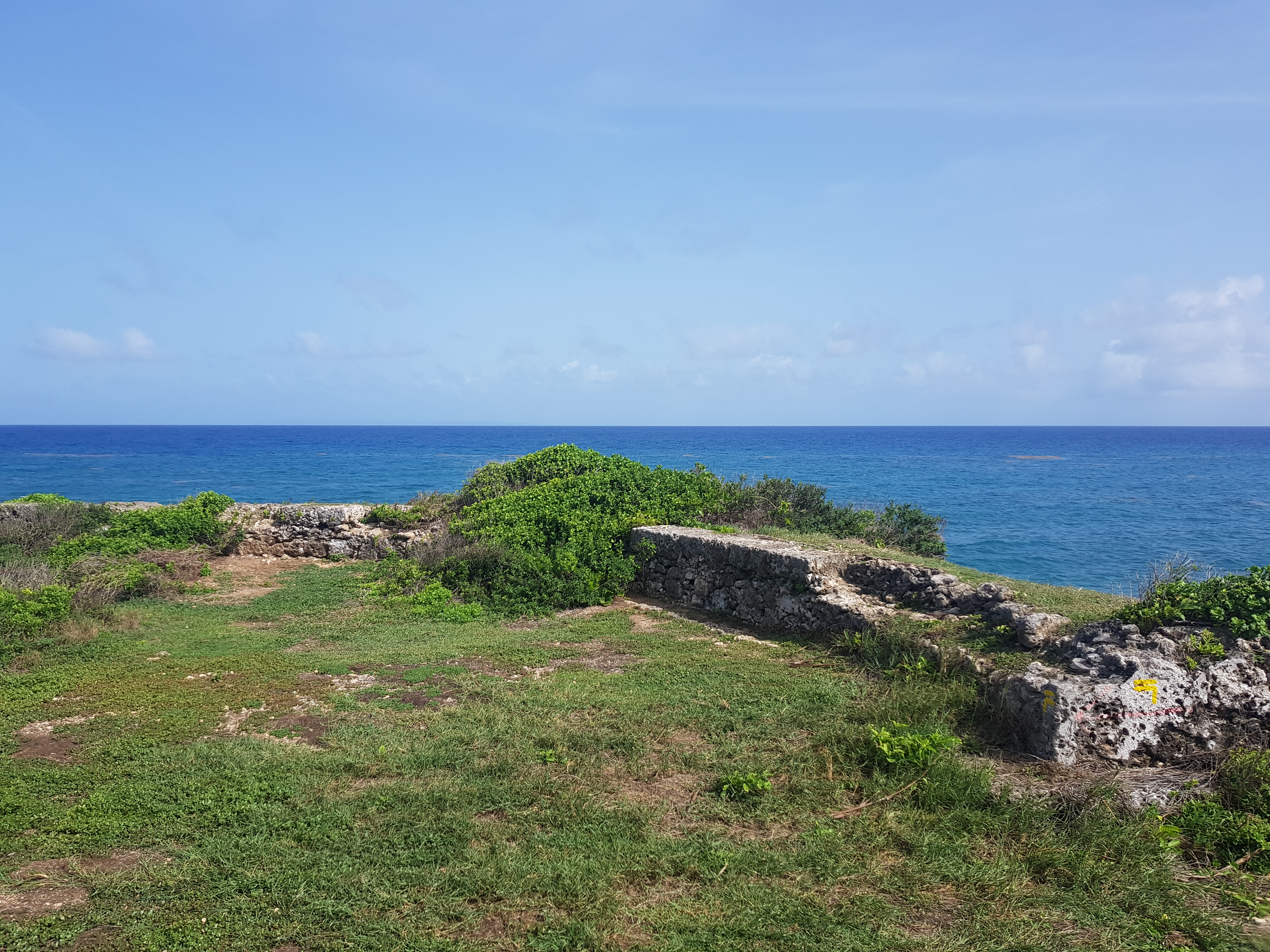
Vestiges de l'ancienne batterie de la pointe du Petit Havre.